# Espoir et Douleur
Pour plus de détails, voir Fiche technique et Distribution.
Espoir et Douleur (ダウンタウン・ヒーローズ, Dauntaun Hiirōzu) est un film japonais sorti en 1988 réalisé par Yōji Yamada.
Il fut proposé à la 61ème cérémonie des Oscars pour l'Oscar du meilleur film en langue étrangère, mais il ne fut pas nommé. Il fut aussi présenté à la 39e Berlinale.

## Synopsis
Peu de temps après la Seconde Guerre mondiale, un groupe de lycéens, à l'orée de leur entrée à l'université, s'oppose aux conventions poussiéreuses et à l'ancestral ordre de l'enseignement traditionnel nippon. Durant cette difficile période, où règne souvent la disette, ils doivent franchir l'ardu cap qui les mène au monde adulte.
« Une œuvre fort désabusée et mélancolique, magistralement conçue, d'un profond humanisme, dont on retiendra longtemps l'excellente séquence concernant la pièce de théâtre ».

## Fiche technique
- Titre : Espoir et Douleur
- Titre original : ダウンタウン・ヒーローズ (Dauntaun Hiirōzu?)
- Réalisation : Yōji Yamada
- Scénario : Yoshitaka Asama et Yōji Yamada, d'après le roman d'Akira Hayasaka (ja)
- Direction artistique : Mitsuo Degawa et Kyōhei Morita
- Photographie : Tetsuo Takaha
- Son : Takashi Matsumoto et Isao Suzuki
- Musique : Teizō Matsumura
- Producteur : Kogi Tanaka et Shizuo Yamanouchi
- Sociétés de production : Shōchiku
- Pays de production :  Japon
- Langue originale : japonais
- Format : couleur — 1,85:1 — 35 mm — son mono
- Genres : comédie dramatique
- Durée : 120 minutes[4] (métrage : neuf bobines - 3 299 m[4])
- Dates de sortie :
  - Japon : 6 août 1988[4]

## Distribution
- Hiroko Yakushimaru : Fusako Nakahara
- Hashinosuke Nakamura : Kosuke Shima
- Toshirō Yanagiba : Onkel, Keigo Hinoki
- Toshinori Omi : Arles, Sadaichi Takai
- Tetta Sugimoto : Gan, Iwao Ishido
- Shinobu Sakagami : Chopinski, Choichiro Saeki
- Eri Ishida : Sakiko Taniguchi, une prostituée
- Chieko Baishō : mère de Kosuke, Tamiko Shima
- Kiyoshi Atsumi : Havaosuke
- Jūzō Itami : Shikan Nakamura
- Keiko Awaji : caissière du Coffee shop
- Fumie Kashiyama : Kimiko Masaoka
- Takeshi Katō : chef de la police
- Hikaru Kurosaki : cuisinier
- Takashi Sasano : chef Yakuza
- Kei Suma : professeur japonais
- Jun Togawa : Hatsuko
- Masakane Yonekura : professeur allemand